# Hemidactylus squamulatus
Hemidactylus squamulatus är en ödleart som beskrevs av  Gustav Tornier 1896. Hemidactylus squamulatus ingår i släktet Hemidactylus och familjen geckoödlor.

## Underarter
Arten delas in i följande underarter:
- H. s. floweri
- H. s. barbouri
- H. s. squamulatus